# Acacia velvae
Acacia velvae är en ärtväxtart som beskrevs av Maria de Lourdes Rico. Acacia velvae ingår i släktet akacior, och familjen ärtväxter. Inga underarter finns listade i Catalogue of Life.